# Ásotthalom
Ásotthalom è un comune dell'Ungheria di 4.191 abitanti (dati 2001). È situato nella contea di Csongrád-Csanád.

## Politica
Il sindaco Làszlò Toroczkai è stato vice presidente del Movimento per un'Ungheria Migliore, partito politico di destra, per poi fondare nel 2018 il movimento di estrema destra Mi Hazánk Mozgalom. La sua giunta ha approvato una serie di provvedimenti volti a contrastare l'immigrazione islamica e la propaganda gender.